# Манастир Градиште
Манастир Градиште мушки је манастир припада Митрополији црногорско-приморској Српске православне цркве. Налази се у Буљарици, удаљен три километра од Петровца, на једном малом узвишењу изнад магистралног пута који води у Бар.
Старешина манастира је архимандрит Павле (Калањ), са братством на челу од 26. марта 1979. године.

## Историја
По народном предању манастир Градиште је подигнут у 11. веку на остацима старе античке грађевине. Прво помињање манастира је у 14. веку, у Повељи краља Милутина из 1305. године, којом се потврђује да га је његова мајка, краљица Јелена даривала манастиру Богородице Ратачке. У другој повељи, писаној у Котору 1310. године, пише да краљ Милутин прилаже манастиру имање. Данило I Петровић Његош у писму протопопу Ђуру 17. јуна 1725. г. пише: "...молио те игуман Георгије, из Градиштах..." из чега се види да је тада манастир припадао православцима.
Од настанка манастир је више пута био нападан и паљен, а најсуровију одмазду је доживео 1785. године од стране Турака, на челу са Махмуд-пашом Бушатлијом. Због тога је био опасан јаким зидом са високом кулом и пушкарницама, да би се могао одбранити од турских упада. Зид и кула су срушени, али њихови темељи су очувани до данас.
У Другом светском рату опљачкали су га и спалили Италијани. Приликом земљотреса који је погодио Црну Гору у априлу 1979. године били су порушени кровови и зидови манастирских цркава.

## Манастирски комплекс
Манастирски комплекс чине три храма и конак. Главни храм је посвећен Светом Николи. На истом платоу је други посвећен Светом Сави, који доминира манастирским комплексом и трећи храм посвећен Успењу Пресвете Богородице, налази се на вишем платоу и око њега је активно сеоско гробље.
- Црква Светог Николе је главна манастирска црква, живописана је мотивима из Старог и Новог завета, као и фигурама династије Немањића, настале 1620. године за време владике Рувима, као рад сликара Страхиње из Будимља. Иконостас у цркви је осликао и резбарио Василије Рафаиловић. На централном платоу, поред цркве Светог Николе, налази се зграда манастирског конака која је средином 19. века добила данашњи изглед.
- Црква Светог Саве је подигнута 1864. године. Иконостас је осликао Николас Аспиоти, са Крфа.
- Црква Успења Пресвете Богородице се налази изнад претходна два храма, изван манастирског окружења и њену главну вредност чине фреске којим је осликана.

## Иконостас цркве Светог Николе
Према натпису на једној од престоних икона, аутор иконостаса је зограф Василије Рафаиловић, као један од представника чувене бококоторске сликарске школе Рафаиловић-Димитријевић из Рисна. Он је 1795. године осликао и резбарио је иконостасну преграду у цркви Светог Николе.
То што овај иконостас чини необичним је икона Светог Христофора, који има магарећу главу, као ретко иконографско решење. Ова јединствена икона окружена је са дванаест квадратних поља у којима су представљени апостоли. У доњем делу иконе представљени су ликови шест стојећих фигура светитеља. У истом иконостасном реду до ове иконе налази се икона са ликом Светог Николе. Изнад престоних икона другу зону иконостаса чини фриз апостола са Деизином композицијом у средини.
Такав приказ светитеља има утемељење у легенди која говори о њему као младићу обдареном несвакидашњом лепотом. Није се могао одбранити, посебно од девојака, па је молио Господа да му наружи лице. Молба је била услишена, па му је глава добила псеће-магарећи изглед.
Иконостас је још по нечему својствен, а то је да поред централних, царских двери постоје само једна бочна врата и то она са леве стране.
Манастир Градиште се налази на списку заштићених културно-историјских споменика републике Црне Горе.